# Philippus van Blom
Philippus van Blom (Oudega, 16 augustus 1824 - 's-Gravenhage, 13 april 1910) was een Nederlands rechter en liberaal politicus. Hij was onder meer raadsheer bij de Hoge Raad der Nederlanden en lid van de Tweede Kamer der Staten-Generaal. Daarnaast publiceerde hij op het gebied van de Friese taalkunde en geschiedenis.
Philippus was een van de negen kinderen van notaris en schrijver Jan Gelinde van Blom (die ook lid was van de Provinciale Staten van Friesland) en zijn vrouw Maria Johanna Kuipers. Na privé-onderwijs studeerde Van Blom eerst voor het notariaat, maar voltooide deze opleiding niet. Uiteindelijk studeerde hij (na het volgen van privé-onderwijs in de klassieke talen) aan de Hogeschool te Groningen van 1848 tot 1853 Romeins en Hedendaags Recht, en promoveerde hij op stellingen. In 1856 trouwde hij met Suzanna Gerrits de Jongh, die in 1861 overleed. In 1863 hertrouwde hij met haar zuster, Eletta Gerrits de Jongh. Zijn zoon Jan Gelinde van Blom zou later secretaris-generaal op het departement van Justitie worden (1918 - 1933).
In 1910 overleed Van Blom te 's-Gravenhage, en werd hij bijgezet op het kerkhof van Langezwaag.

## Rechterlijke macht
Na het afronden van zijn studie ging Van Blom aan de slag als advocaat (1853 - 1857) en procureur en rechter-plaatsvervanger (1857 - 1864) te Heerenveen. Van 1 augustus 1864 tot 1 mei 1875 was hij vervolgens rechter bij de arrondissementsrechtbank van Heerenveen, waarvan vele jaren als waarnemend president. Hij verving hierbij eerst lange tijd de rechtbankpresident die aan zielsziekte leed, maar toen deze terugkeerde en toch ongeschikt bleek, weerhield Van Blom hem op creatieve wijzen van het innemen van zijn zetel als president van de rechtbank. Het was niet mogelijk tot een wetswijziging in 1874 om president Warmolts te doen ontslaan wegens zijn zielsziekte, en het zou dan ook tot 1875 duren dat de Hoge Raad hiertoe uiteindelijk kon overgaan. Vervolgens is Van Blom per 1875 benoemd tot president van de arrondissementsrechtbank, tot hij per 15 oktober 1885 benoemd werd als raadsheer in de Hoge Raad der Nederlanden, ter vervanging van oud-minister Anthony Modderman, die slechts enkele maanden raadsheer was geweest. Dit zou hij blijven tot 1 september 1901, toen hem ontslag verleend werd om gezondheidsredenen.
Van Blom was als rechtbankpresident in Heerenveen populair, omdat hij getuigen en beklaagden toestond in het Fries te spreken, waarbij hijzelf hun woorden in het Nederlands vertaalde voor de griffier en zijn collega-rechters.

## Politiek
Terwijl Van Blom rechter was in Friesland, was hij ook politiek actief. Van 1865 tot 1871 was hij met enige korte onderbrekingen lid van de Tweede Kamer der Staten-Generaal voor het kiesdistrict Dokkum, en van 1880 tot 1885 (tegelijk met zijn benoeming tot raadsheer in de Hoge Raad) namens het kiesdistrict Sneek. Van Blom was een liberaal Kamerlid dat zich vooral bezighield met justitiële onderwerpen en Friese aangelegenheden. In 1868 stemde hij voor een motie die uitsprak dat de Kamerontbinding van 1867 niet in het landsbelang was geweest. In 1871 bedankte hij initieel voor het lidmaatschap van de Kamer, omdat hij vanwege langdurige vervanging van de zieke rechtbank-president Warmolts onvoldoende tijd had. Na zijn terugkeer in de Kamer in 1880 kon hij zich nogmaals inzetten voor de juridische ontwerpen die op de agenda stonden. Zo was hij in 1883 als juridisch expert lid van de commissie van rapporteurs met betrekking tot de invoering van een Wetboek van Strafrecht. In 1885 moest hij ontslag nemen als lid van de Tweede Kamer, omdat dat lidmaatschap onverenigbaar was met zijn nieuwe positie als raadsheer bij de Hoge Raad.
Hij was ook schoolopziener van het vijfde schooldistrict van Friesland (rondom Heerenveen) van 1865 tot 1880 (toen de functie ophield te bestaan), lid van de gemeenteraad van Ængwirden (1871 - 1873) en van de Provinciale Staten van Friesland (1871 - 1885), waar hij zijn vader opvolgde die hier langdurig lid van was geweest. Als schoolopziener en later als Kamerlid zette hij zich in voor het openbaar onderwijs, dat moeilijke tijden doormaakte door toedoen van voorstanders van het bijzonder (godsdienstig) onderwijs. Als gemeenteraadslid zette hij zich in voor een gemeentelijke herindeling van Heerenveen. De stad lag namelijk op het snijpunt van een drietal gemeenten (Ængwirden, Haskerland en Schoterland), en was dan ook verdeeld over dezen. Van Blom zag in zijn praktijk als rechter hier dikwijls de juridische implicaties van, en was een voorvechter voor een verenigd Heerenveen, in één gemeente. Dit werd hem door de kiezers van Ængwirden, die een lagere belasting kende dan de andere twee betrokken gemeenten, in 1873 niet in dank afgenomen, en hij werd dan ook niet herkozen.

## Publicist
Van Blom was net als zijn vader geïnteresseerd in de Friese taal, en publiceerde diverse werken over de Friese taalkunde en geschiedenis. Hij was erelid van Selskip foar Fryske Tael- en Skriftekennis (vanaf 1889 erelid, maar al langer gewoon lid), buitengewoon lid van het Friesch Genootschap van Geschied-, Oudheid- en Taalkunde (vanaf 1903 buitengewoon, maar al lange tijd gewoon lid) en lid van de Maatschappij der Nederlandsche Letterkunde.